# Valeri Iakubovski
Valeri Victorovitch Iakubovski (em russo:  Валерий Якубовский, 23 de outubro de 1947, em Moscou – 30 de agosto de 2001, em Moscou) foi um russo, halterofilista da União Soviética.
Valeri Iakubovski começou no levantamento de peso aos 16 anos sob a orientação de Hakob Farajyan. Desde 1971, ele treinou com Aleksandr Loktionov e Vladimir Pushkarev.
Em 1970, no Campeonato da URSS em Vilnius, se tornou medalhista de prata, atrás do soviético-estoniano Karl Utsar, na categoria peso pesado (até 110 kg) e ainda conseguiu estabelecer um novo recorde mundial no desenvolvimento [ou prensa militar, movimento-padrão abolido em 1973]. Em 1971, ele foi incluído na equipe nacional da URSS no Campeonato Europeu em Sófia e, na disputa com o atleta búlgaro Aleksandar Kraitchev, ganhou medalhas de ouro no arremesso e no total.
Iakubovski ficou em terceiro no Campeonato Soviético de 1973, com 375 kg no duplo levantamento (165 no arranque e 210 no arremesso). Em 1975 terminou sua carreira esportiva. Entre 1975–1984, trabalhou como treinador no Dynamo DSO. Mais tarde, ele trabalhou no sistema do Ministério da Administração Interna da URSS e da Rússia.
Em agosto de 2001, Iakubovski faleceu em um acidente. Ele foi enterrado no cemitério Perepechinsky.
Quadro de resultados
| Ano  | Posição | Competição                  | Classe de peso | Marca                |
| 1970 | 2.      | Campeonato soviético        | Pesado         | 540 kg (185+150+205) |
| 1970 | 1.      | Campeonato Europeu em Sofia | Pesado         | 560 kg (190+160+210) |
| 1973 | 3.      | Campeonato soviético        | Pesado         | 375 kg (165+210)     |

Quadro de recordes
Iakubovski ainda estabeleceu alguns recordes mundiais na categoria até 110 kg — quatro no desenvolvimento militar, um no arranque, um no arremesso e três no total combinado. Seus recordes foram:
| Data      | Disciplina      | Marca    | Classe de peso | Lugar   |
| 20.3.1969 | Arranque        | 156 kg   | Pesado         | Moscou  |
| 25.4.1970 | Desenvolvimento | 195 kg   | Pesado         | Vilnius |
| 17.6.1970 | Arremesso       | 214 kg   | Pesado         | Podolsk |
| 17.6.1970 | Total           | 560 kg   | Pesado         | Podolsk |
| 25.4.1971 | Desenvolvimento | 203,5 kg | Pesado         | Moscou  |
| 25.4.1971 | Total           | 567,5 kg | Pesado         | Moscou  |
| 26.3.1972 | Desenvolvimento | 206,5 kg | Pesado         | Moscou  |
| 14.5.1972 | Desenvolvimento | 210 kg   | Pesado         | Moscou  |
| 14.5.1972 | Total           | 590 kg   | Pesado         | Moscou  |